# Светлана
Светла́на — женское русское личное имя; единственное в своём роде, возникшее в русской литературе в начале XIX века и столетие спустя получившее широкое распространение в качестве настоящего личного имени.
Ранее высказывались предположения, что имя имеет древнеславянское или древнерусское происхождение, но они не подтвердились.
Имя было придумано и впервые использовано А. Х. Востоковым в «старинном романсе» «Светлана и Мстислав» (1802); широкую известность приобрело вследствие публикации баллады «Светлана», созданной поэтом-романтиком Василием Жуковским (1813). На протяжении XIX века имя постепенно входило в обиход русской культуры, утрачивая при этом связи с балладой и черты искусственного, литературного имени. Именем Светлана называли военные корабли и предприятия; однако в то время оно не могло стать полноценным личным именем из-за консерватизма существовавшей тогда в русском обществе системы именования людей.
В качестве равноправного женского имени имя Светлана вошло в употребление только после Октябрьской революции, с отменой церковных ограничений на именование людей. Особую роль в популяризации имени сыграло то обстоятельство, что одной из первых его носительниц являлась единственная дочь руководителя СССР И. В. Сталина. Популярность имени активно росла с конца 1930-х годов и в 1950-е — 1970-е годы оно стало массовым; позднее частотность имени резко упала.
Признание имени Русской православной церковью (1943) сделало его разрешённым в церковном обряде крещения.

## Гипотезы о происхождении имени
В разное время специалистами-ономастами высказывались различные гипотезы о происхождении имени. Так, А. В. Суперанская, рассматривая имя Светлана как древнерусское, включала его в категорию имён, характеризующих человека по цвету волос и кожи (в ряду подобных — Чернава, Черныш, Беляна, Беляй), а также обращала внимание на фонетическое сходство с другими древнерусскими именами (ср. Беляна, Драгана, Снежана, Милана). Л. М. Щетинин также отмечал имя как древнерусское, полагая, что оно в 1920-е годы «пережило второе рождение». В «Словаре русских личных имён», составленном Н. А. Петровским в 1950-е — 1960-е годы, указывалось славянское происхождение имени.
Но, как подчёркивал В. А. Никонов (а вслед за ним Е. В. Душечкина), имя Светлана не упоминается в древних письменных памятниках и более поздних документах, а потому предположения о древнем происхождении имени остаются умозрительными. Первое известное документальное употребление имени — стихотворное произведение А. Х. Востокова «Светлана и Мстислав», написанное в 1802 и опубликованное в 1806 году.
В современном «Словаре русских личных имён» Суперанской (подготовленном под эгидой Института языкознания РАН) отсутствуют пометы о древнерусском или славянском происхождении имени. Напротив, имя отнесено к группе новых календарных имён; также приводятся два варианта этимологии имени: от слова «светлый» или же от церковного имени Фотина (по происхождению греческого, образованного от др.-греч. φῶς, род. п. φωτός — «свет») посредством калькирования последнего.

## Литературное имя
Произведение Востокова в целом не имело сколь-нибудь видимого влияния на русскую культуру и вскоре позабылось. Только благодаря балладе Жуковского имя Светлана не сгинуло, как исчезли многие искусственные литературные имена, на которые была богата эпоха сентиментализма и нарождавшегося русского романтизма. Особая поэтика имени в творении Жуковского определила формирование глубинных положительных коннотаций в его восприятии, а выдающаяся роль, которую сыграла баллада в русской культуре, прочно закрепила имя в общественном сознании.

### Баллада Жуковского «Светлана»
Василий Жуковский в 1808 году представил публике балладу «Людмила», являвшуюся вольным переложением на русский язык культовой баллады «Ленора» немецкого поэта Готфрида Августа Бюргера (публикация «Людмилы», кстати, стала первым шагом по введению в обиход имени Людмила, которым до XIX века в России не пользовались). «Людмила» явилась первым опытом поэта в балладном жанре; она имела шумный успех, но Жуковский оставался в творческом отношении неудовлетворённым: задачу создания подлинно русской романтической баллады он не считал разрешённой.
В том же 1808 году Жуковский взялся за работу над новой балладой, но при этом вновь в качестве отправной точки обратился к бюргеровской «Леноре». Немецкая баллада (написанная в 1773 году) на рубеже XVIII—XIX веков стала в Европе образцом романтического поэтического произведения, часто переводилась и цитировалась; отзвуки «Леноры» обнаруживаются во многих произведениях эпохи. В основе баллады — мистический фольклорный сюжет о похищении невесты женихом-мертвецом.
Однако Жуковский в этот раз ещё дальше, чем в «Людмиле», отошёл от прообраза; по сути в балладе «Светлана» осталась только основная сюжетная канва, а переработка в корне изменила её смысл. Решающими отличиями стали завязка сюжета, место и время действия, а также финал баллады: если в «Леноре» смерть героини предрешена, а в «Людмиле» так прямо описывается, то в «Светлане» все перипетии с гробами и покойниками оборачиваются страшным сном. Наконец, выбор места и времени действия — девичья комната, ночь перед Крещением, когда по традиции на Руси происходили святочные гадания. Обращение к теме святочных гаданий стало едва ли не самой ценной литературной находкой Жуковского, определившей весь строй баллады и в конечном счёте сделавшей её подлинно русской.
Имя Светлана появилось у Жуковского в набросках новой баллады не сразу. Поэт перебирал варианты: сначала появилось имя Ольга, но от него Жуковский отказался, поскольку оно было хорошо известно читателям и имело глубинные коннотации, способные исказить авторский замысел, придав произведению ненужные исторические ассоциации. Тогда Жуковский обратился к искусственному имени Светлана, позаимствовав его из произведения Востокова. В использовании искусственных имён не было ничего необычного: этот приём применялся в литературе рубежа XVIII—XIX веков достаточно часто. Например, в то время были в литературном обиходе псевдорусские имена (такие, как Прелеста, Прията, Привета); некоторые из них переходили из произведений одного автора к другому. Их особенностью являлась легко считываемая сугубо положительная семантика (Прията — «приятная», Привета — «приветливая»). Сам Жуковский, работавший параллельно со «Светланой» над поэмой «Владимир», для её женских персонажей задействовал имена того же типа: Милолика, Милослава, Добрада. Заимствование имени Светлана Жуковским не случайно, это был сущностный выбор; таким образом ассоциативно близкие и семантически родственные понятия «свет», «светлый» (← «Светлана») и «святость» (← «святки») соединялись в поэтическом тексте и дополняли друг друга.
Баллада получила самое широкое признание сразу же после публикации в 1813 году. В. Г. Белинский спустя десятилетия отмечал: «„Светлана“, оригинальная баллада Жуковского, была признана его шедевром, так что критики и словесники того времени титуловали Жуковского певцом Светланы». Строки из баллады становились эпиграфами бессчётное число раз, а реминисценции обнаруживаются во многих литературных произведениях последующих лет. Этой участи не миновал в том числе «Евгений Онегин» А. С. Пушкина (автор, например, проводил параллели в характере Татьяны, главной героини романа, и Светланы Жуковского). В 1820 году баллада вошла в «Учебную книгу по российской словесности», составленную Н. И. Гречем, и с тех пор прочно обосновалась в качестве хрестоматийного, обязательного для изучения текста.
Успех баллады был обусловлен как романтизированной народностью, национальным колоритом, проявившимися через тему святочных гаданий, так и органичным образом главной героини. Светлана в балладе — почти бездействующий персонаж, она пассивна и трепетно боязлива, но при этом мила и прелестна. Она лишь переживает происходящее с ней и неспособна на решительные действия, но пленяет читателя своей робостью и смирением. Её пассивность оттеняется активным авторским отношением к героине — Жуковский не скрывает, что он Светлану любит, выражая тёплое участие и сердечное сочувствие к ней; и эти чувства легко передаются читателю.
Баллада «Светлана» вышла с посвящением А. А. Воейковой (урождённой Протасовой), племяннице Жуковского и его крестнице, для которой поэт приходился ещё и учителем в период работы над балладой. Василий Жуковский преподнёс племяннице своё произведение в качестве свадебного подарка. Александра Воейкова стала первой реальной носительницей имени Светлана, хотя неофициально и только в кругу близких друзей. Александра Андреевна в 1820-е годы была хозяйкой литературного салона в Петербурге; ей посвящали стихи Н. М. Языков, И. И. Козлов, Е. А. Баратынский и другие. Светланой прозвали и самого Василия Жуковского в среде соратников по литературному обществу «Арзамас» (в нём вообще были приняты прозвища, позаимствованные из баллад Жуковского); это шутливое прозвище накрепко пристало к поэту.

### «Раз в крещенский вечерок…»
Елена Душечкина отмечала:
Баллада Жуковского «Светлана» являет собой пример того, как литературное произведение постепенно превращается в текст, выполняющий не только литературные функции. Она как бы прорывает границы своей художественной природы  и начинает самостоятельную жизнь в различных сферах русского быта.
Вокруг баллады в 1810-е—1820-е годы сформировалась дворянская модель празднования святок. Святки были любимым народным праздником, который в крестьянской среде сопровождался традицией «страшных» рассказов с мистическими и фантастическими сюжетами. Баллады Жуковского — «Людмила», «Громобой», но прежде всего «Светлана» — заняли в дворянских семьях как раз ту нишу, которую у крестьян занимали изустные рассказы. Чтение баллад становилось обязательным праздничным ритуалом; иногда круг литературных произведений был шире, но иногда литературная часть празднования святок ограничивалась декламацией «Светланы». В 1870-е годы в России появились книжки-пособия по организации различных детских утренников: в сценариях святочных празднеств обязательно присутствовала баллада Жуковского.
В начале 1820-х годов баллада перешагнула рамки собственно литературы: к этому времени относятся самые ранние попытки перенести балладу на театральные подмостки. В 1822 году появилась первая из опер, написанных на сюжет «Светланы»; её автором был Катерино Кавос, итальянец по происхождению, много и плодотворно работавший на ниве русского музыкального театра. В 1846 году состоялась премьера новой оперы «Светлана», на сей раз сочинения Ф. М. Толстого. К 1830-м годам относятся первые музыкальные произведения на слова баллады — три песни А. Н. Верстовского; в 1839 году Ю. К. Арнольд написал кантату на текст «Светланы». Издания баллады часто сопровождались иллюстрациями, над которыми работали многие художники-графики; а в 1836 году Карл Брюллов создал портрет гадающей Светланы, со временем ставший самым известным иконографическим воплощением образа. Картина Брюллова стала не просто иллюстрацией к тексту Жуковского, но его эмблематическим выражением. Удачный сюжет картины (гадающая девушка в русском национальном костюме перед зеркалом) тиражировался в многочисленных литографиях, сопровождавших святочные номера российских периодических изданий во второй половине XIX века.
Показательно, что во второй половине XIX века текст баллады начинает своё проникновение из дворянской среды в толщу народной культуры. Фрагменты «Светланы» оказались включёнными в текст фольклорной драмы «Царь Максимилиан»; в середине XIX века появились первые лубочные издания баллады и её фольклорные переработки. Наконец, со второй половины XIX века фрагменты баллады, нередко с искажениями, издавались в различных общедоступных сборниках-песенниках; при этом в публикациях не указывалось авторство — текст обрёл анонимность и воспринимался подлинно народным. Чаще всего в качестве популярной русской народной песни исполнялись первые две строфы баллады:
| Раз в крещенский вечерок Девушки гадали: За ворота башмачок, Сняв с ноги, бросали; Снег пололи; под окном Слушали; кормили Счетным курицу зерном; Ярый воск топили; В чашу с чистою водой Клали перстень золотой, Серьги изумрудны; Расстилали белый плат И над чашей пели в лад Песенки подблюдны. | Тускло светится луна В сумраке тумана — Молчалива и грустна Милая Светлана. «Что, подруженька, с тобой? Вымолви словечко; Слушай песни круговой; Вынь себе колечко. Пой, красавица: „Кузнец, Скуй мне злат и нов венец, Скуй кольцо златое; Мне венчаться тем венцом, Обручаться тем кольцом При святом налое“». |

В то же время нарастающее всеобщее признание «Светланы» порождало череду пародий на неё, как это нередко случается с любым сколько-нибудь широко известным произведением. К концу XIX века первый стих баллады («Раз в крещенский вечерок…»), по словам Е. Душечкиной, «превратился в удобный, и, главное, беспроигрышный, благодаря своей широкой известности, зачин сатирических и юмористических текстов». Подобной участи не избежали многие общеизвестные шедевры (ср. пушкинские «Мой дядя самых честных правил…», «Я помню чудное мгновенье…», лермонтовские «Скажи-ка, дядя, ведь недаром…», «Выхожу один я на дорогу…», строки Тютчева «Люблю грозу в начале мая…» или Фета «Я пришёл к тебе с приветом…»).
Таким образом, проникнув во все слои русского общества к рубежу XIX—XX веков, баллада стала значимым фактом массовой культуры. Имя её героини воспринималось как подлинно русское; искусственность, литературность к тому времени из него полностью выветрились.

### Имя вне текста баллады
Уже в 1824 году увидело свет первое литературное произведение, сюжетно никак не связанное с балладой Жуковского, но в котором тем не менее присутствовало имя Светлана. Это была неоконченная стихотворная повесть из древнерусской жизни «Ратмир и Светлана» А. А. Шишкова, племянника А. С. Шишкова. Среди действующих лиц комедии «Взаимные испытания» Н. И. Хмельницкого (1829) есть девушка с именем Светлана. Известны стихотворные произведения 1830-х годов, в которых появляется имя Светлана, но лишь как условное поэтическое обозначение возлюбленной, аналог имён Хлоя, Делия, Филида и т. п., которые нередко встречались в любовной лирике начала XIX века.
Со второй половины XIX века имя, уже отдельно от текста Жуковского, существовало в народной культуре. Иллюстрацией этого является «Сказка об Иване-богатыре, о прекрасной супруге его Светлане и о злом волшебнике Карачуне», изданная в 1856 году в виде лубочной книжки. Сказка представляла собой переработку сюжета «Царевны-лягушки»; до конца XIX века вышло ещё шесть редакций этой лубочной сказки. Другим примером служит драматическое представление «Сказка о царе Берендее», которое инсценировалось в учебных заведениях в начале XX века. Компилятивное действо было составлено по мотивам русских сказок и былин, а дочь Берендея, главную героиню, звали царевна Светлана.
В 1857 году был построен паровой фрегат «Светлана», прослуживший в российском императорском флоте около 30 лет. В 1871 году на нём в должности старшего офицера отправился в кругосветное путешествие великий князь Алексей Александрович. В мае 1873 года фрегат встал на рейд Владивостока. Визит члена императорской фамилии стал для города значительным событием, и в память о нём главная улица Владивостока, прежде Американская, стала именоваться Светланской. Среди других наутонимов (то есть имён кораблей) русского флота 1850-х — 1860-х годов имя фрегата «Светлана» становилось в ряд с названиями фрегатов «Рюрик», «Аскольд», «Олег» — то есть с поименованными в честь легендарных персонажей древнерусской истории. Имя Светлана закрепилось среди наутонимов: в 1896 году был спущен на воду бронепалубный крейсер 1-го ранга «Светлана», участвовавший в русско-японской войне и погибший в Цусимском сражении (1905). В честь него в 1913 году был заложен новый крейсер «Светлана», но начавшаяся Первая мировая война не позволила завершить постройку корабля.
Именем Светлана был назван старейший пансионат (ныне санаторий) города Сочи, построенный в 1874 году. Его основал А. П. Фронштейн, участник движения за объединение Италии, сосланный на Кавказ за революционную деятельность. В пансионате нередко получали приют революционеры, и поначалу плата в нём взималась только с имущих.
В 1913 году в Санкт-Петербурге появилось акционерное общество «Светлана», созданное для производства в России ламп накаливания. Вскоре на построенном корпусе завода появилась надпись «Светлана», сохранившаяся до сих пор. Выбор «светлого» имени для нового предприятия, изготавливающего световые приборы, оказался исключительно удачным. Имя Светлана при этом обрело в дополнение к световой, ещё и электрическую символику, что позже, в первые годы советской власти, сказалось на его дальнейшей судьбе.
Наконец, в начале XX века в литературной и театральной среде возникли псевдонимы, образованные от имени Светлана; тому способствовала мода на всё древнерусское и псевдорусское, господствовавшая на рубеже веков (показательны в этом отношении псевдонимы Рюрик Ивнев, Илья Кремлёв). Псевдонимом «Светланов» пользовался драматург А. Х. Мозер, писатель и журналист М. И. Орешников иногда подписывался «М. Светланов». Известный дирижёр Евгений Светланов наследовал свою фамилию, бывшую псевдонимом у его родителей-артистов, работавших в Большом театре.
Перечисленные факты показывают, что в обществе к рубежу XIX—XX веков сформировался отчётливый запрос на «светлое» имя — имя с прозрачной положительной семантикой; отчасти он реализовывался в названиях военных кораблей, предприятий и учреждений. Имя Светлана красовалось на обложках массовых песенных сборников, от него образовывались псевдонимы, оно фигурировало в театральных постановках и разнообразных литературных произведениях. Однако парадоксальным образом оно в те годы никак не могло стать полноправным, реальным женским именем.

## Становление реального имени

### Запрет на имя
Русский именослов в XIX веке представлял собой замкнутую консервативную систему, практически неспособную к пополнению. Новое имя могло появиться лишь через признание Русской православной церковью нового святого — носителя имени. Но к XIX веку список разрешённых имён в целом устоялся и новые святые не влияли на именослов, поскольку уже носили имена из святцев; их прославление всего лишь воспроизводило известные имена. Например, имя Иван (точнее, его церковная форма Иоанн) в святцах конца XIX века упоминалось 79 раз.
Однако потребность в периодическом обновлении личных имён существовала в русском обществе постоянно, и если ранее она удовлетворялась в пределах традиционного православного именослова, то в конце XIX века стала выходить за очерченные границы. Причиной тому — уже упоминавшаяся мода на всё древнерусское и древнеславянское, интерес к дохристианской истории Руси. Именно со второй половины XIX века получили широкое распространение имена, связанные с древнерусской историей, — Владимир и Ольга, но они имелись в святцах, за ними уже закрепилась практика именования, и с наречением этими именами проблем не возникало. Другие имена, к которым сформировался аналогичный общественный интерес, пробивали себе дорогу с большим трудом. Например, имена Игорь и Олег (также связанные с историей Древней Руси) церковь долгое время не признавала подлинно православными именами. Князья Игорь Ольгович и Олег Романович Брянский упоминались в святцах, но были канонизированы под другими именами. Церковные власти стремились решительно пресекать нарушения православных установлений, которые изредка всё же происходили под давлением родителей, желавших назвать ребёнка необычным именем, отсутствовавшим в святцах. Время от времени публиковались запреты вроде того, что появился в «Санкт-петербургском духовном вестнике» в 1895 году:
Православным имена должны быть даваемы исключительно в честь святых православной церкви, и строго воспрещается давать имена римско-католические, протестантские и проч.
Светлана числилась среди таких же «запрещённых» имён. Священнослужители, отказываясь крестить этим именем, предлагали родителям имена из святцев Фотиния, Фотина — греческие по происхождению, образованные от др.-греч. φῶς, род. п. φωτός — «свет», то есть имевшие близкое к имени Светлана этимологическое значение. Но эти имена не были похожи на «исторические», древнерусские, а потому не укладывались в существовавшую в обществе модель модных имён. Более того, имя Фотиния (имевшее хождение в народном варианте Фетинья) скомпрометировало себя в русской культуре XVIII—XIX веков. Оно известно по различным литературным и драматическим произведениям, в которых становилось именем непривлекательных, комичных персонажей из низших сословий. Например, Н. В. Гоголь в «Мёртвых душах» дал это имя служанке Коробочки.
В то же время со второй половины XIX века известны случаи, когда имя Светлана, использовавшееся женщинами в качестве второго, неофициального «домашнего» имени, выходило за узкий домашний круг и становилось общеизвестным, публичным именем. Крестильное имя, разумеется, при этом было другим. Такая практика, как отмечала Елена Душечкина, иногда встречалась в русском быту и нисколько не мешала «комфортности личности, являющейся носителем двух имён». Душечкина в качестве раннего примера подобного использования имени Светлана приводила баронессу Светлану Николаевну Вревскую (урождённую Лопухину), родившуюся, предположительно, в 1860-е годы.
В 1900-е — 1910-е годы аналогичных случаев становилось всё больше. Например, известна Светлана Романовна Зиверт, родившаяся в 1905 году в Петербурге в семье обрусевших немцев; при крещении её нарекли Фотинией. В 1922—1923 годах Светлана Зиверт, будучи в эмиграции и проживая в Берлине, была обручена с Владимиром Набоковым; в его поэтический сборник «Гроздь» (1922) вошли многие стихотворения, посвящённые невесте. Однако женитьба Набокова на Светлане Зиверт не состоялась — её родители воспрепятствовали браку.
Вопрос об имени Светлана возникал в обществе всё чаще и на разных уровнях; родители новорождённых девочек обращались к церковным властям (вплоть до Святейшего Синода) с просьбами о разрешении крестить именем Светлана, но, как правило, безрезультатно. В 1912 году в журнале «Церковный вестник» специально затрагивалась эта проблема и давались следующие разъяснения:
В 1900 году в Св. Синод дважды поступали от просителей ходатайства о разрешении наименовать дочерей просителей по имени «Светлана», но Св. Синод не нашёл оснований к удовлетворению означенных ходатайств, так как имени Светлана в православных святцах нет.
В то же время, по сведениям Аллы Кторовой, произошёл первый (предположительно) случай официального наречения именем Светлана. В самом начале XX века в семье Александра Вениаминовича Эллиса, коменданта Петропавловской крепости, родилась дочь, которую захотели назвать Светланой. Члены семьи и ближайшие родственники поддерживали идею; к тому же дядя новорождённой командовал крейсером «Светлана». Через него обратились с просьбой в Святейший Синод; просьба в порядке исключения была удовлетворена. Здесь сыграло важную роль то обстоятельство, что должность коменданта Петропавловской крепости в Российской империи являлась чрезвычайно почётной. Комендант считался третьим по важности лицом в столице после государя императора и генерал-губернатора, хотя и номинально. Светлана Александровна Эллис (в замужестве Казембек) прожила долгую жизнь в эмиграции и скончалась в начале XXI века в США.

### Антропонимический взрыв 1920-х годов
Октябрьская революция сломала многие прежние порядки. После принятия «Декрета об отделении церкви от государства и школы от церкви» в начале 1918 года все церковные обряды перестали носить характер юридического установления; право регистрации рождения и наречения именем передавалось органам гражданской власти — загсам. Таким образом, нарушалась многовековая традиция именования людей сообразно церковным канонам, разрывалась непосредственная связь русского именослова со списком православных святых. По сути дела, именем теперь могло стать любое слово, а в обязанности загсов входила лишь его надлежащая регистрация.
Такое положение вещей породило небывалое в истории русской антропонимии резкое расширение количества личных имён и радикальные перемены в составе именника; позднее исследователи говорили об этом феномене как об «антропонимическом взрыве». В сравнительно короткий промежуток времени в употребление вошли сотни имён, до революции не имевшие права на использование по причине отсутствия в святцах. Среди них были многочисленные заимствования из европейских языков (Альберт, Эдуард, Жанна, Белла); имена-неологизмы (Гелий, Элина), в том числе с советскими и коммунистическими коннотациями (Владлен, Виль, Авангард, Нинель, Октябрина). В именник вернулись многие древнерусские и древнеславянские имена, именованию которыми препятствовала церковь (Бронислав, Станислав, Дана, Любава). Стали широко использоваться имена, содержавшиеся в дореволюционных святцах, но не употреблявшиеся по тем или иным причинам — например, за именем закрепилась традиция именования только в монашеской среде (Валентин, Зоя, Маргарита). Одновременно из обихода выходили традиционные имена, в особенности те, которые характеризовали русскую патриархальную деревню (Иван, Степан, Фёдор, Прасковья, Евдокия, Марфа).
Таким образом имя Светлана, в послереволюционные годы становясь законным, полноценным женским именем, ассоциировалось в общественном сознании с приходом новой, советской эпохи; а само становление происходило в русле основных антропонимических тенденций.

### Переосмысление имени
В своей работе «Светлана. Культурная история имени» Елена Душечкина отметила благозвучие имени Светлана, его удачную схожесть с традиционными женскими русскими именами с финалью -[на] — Екатерина, Елена, Ульяна, — а также мощную положительную семантику, унаследованную от понятий «свет», «светлый». В первые годы советской власти слово «светлый» дополнилось ещё одним смысловым акцентом, особенно актуальным в годы становления имени, — акцентом, связанным со строительством «светлого будущего», с движением общества по «светлому пути» к коммунизму.
Ранее уже упоминалось о появлении в имени Светлана электрической символики, возникшей после начала работы одноимённого предприятия в Петербурге. После революции спрос на продукцию завода «Светлана» возрос многократно; электрические лампочки в свете ленинского плана электрификации России (ГОЭЛРО) оказались не просто вещью, а продуктом, важным с идеологической точки зрения. Тогда же имя Светлана обрело нарицательное значение: светланами стали называть сами лампочки, расшифровывая слово как аббревиатуру от фразы «световая лампа накаливания». В 1920-е годы словоупотребление стало ходовым (хотя и ненадолго), и использовалось наравне с пресловутой «лампочкой Ильича». Следы этого обнаруживаются в различных литературных произведениях, например, в одном из стихотворений Бориса Пастернака, написанном в 1931 году («Когда я устаю от пустозвонства…»).
Как выше уже отмечалось, к XX веку имя в русской культуре вполне успешно существовало вне баллады Василия Жуковского, и семантические связи с первоисточником были размыты. После революции Жуковского зачислили в стан идеологически неправильных, консервативных литераторов; его произведения изъяли из школьных программ и переиздавали всё реже. Связь имени с текстом Жуковского, и без того сильно ослабленная, надолго прервалась в массовом сознании; имя усваивалось «с чистого листа».
Не будучи в общественном восприятии отягощённым прежней историей, имя Светлана помимо основной — световой — символики, через электрическую с лёгкостью обрело идеологическое звучание. К нему относились не просто как хорошему новому имени: его осмысливали как имя подлинно советское. А удачная языковая форма, благозвучие, встроенность в модельный ряд традиционных женских имён способствовали его быстрому и лёгкому распространению.

### Первые Светланы: дочери советской элиты
В. А. Никонов и А. Я. Шайкевич указывали на то, что новые имена, только входящие в обиход, обладают большой социальной специфичностью. Имя, появляясь в обществе, сначала завоёвывает себе признание в высшей социальной группе и лишь потом распространяется в массах. И по мере нарастания его частотности нейтрализуется его выраженный социальный статус.
Имя Светлана в этом отношении не было исключением. В 1920-е годы имя — очень редкое, но при этом с заметной регулярностью обнаруживается в семьях высшей советской партийной и государственной элиты. В 1924 году М. Н. Тухачевский, герой Гражданской войны, назвал свою дочь именем Светлана. В том же году нарекли Светланой новорождённую дочь в семье видного партийного деятеля Н. И. Бухарина. В 1926 году появилась дочь Светлана в семье И. В. Сталина; в 1929-м — в семье его ближайшего соратника В. М. Молотова. Называли дочерей Светланами и в семьях советских партийных, государственных и военных деятелей рангом пониже: например, у члена ВЦИК А. Б. Халатова (1926), у авиаконструктора Артёма Ивановича Микояна (1930; брата Анастаса Ивановича).
Однако имя использовалось не только в среде функционеров новой власти, но и в семьях творческой интеллигенции. Например, в 1920 году оперный певец Леонид Собинов назвал свою дочь Светланой. (Собинов, будучи верующим человеком, крестил новорождённую дочь, а крёстным именем Светланы Собиновой было Лукия, имя латинского происхождения, от лат. lux — «свет» или женский вариант имени Лука (один из апостолов от семидесяти). В 1926 году дочь Светлана появилась у писателя М. А. Шолохова, в 1929 — у драматурга А. Н. Афиногенова.
Елена Душечкина писала:
Первых Светлан советского времени, главным образом дочерей партийной и советской элиты (и не только их), названных «новым светлым» именем из желания гарантировать им «светлую жизнь», ожидало отнюдь не светлое будущее. Судьба их не жаловала: им, как детям «врагов народа», выпали тяжёлые испытания.
Упоминавшаяся Светлана Михайловна Тухачевская в возрасте 13 лет после расстрела родителей в годы «Большого террора» попала в спецдетдом для детей «врагов народа», а позднее — в лагерь; в общей сложности она провела в ссылках и лагерях около 20 лет. Дочь Николая Бухарина, Светлана Николаевна Гурвич, была арестована в 1947 году и провела в ссылке 6 лет. В базе данных общества «Мемориал» (не являющейся, кстати, исчерпывающей) содержатся сведения о 335 Светланах, пострадавших в годы сталинских репрессий (самая старшая — 1919 года рождения; то есть в большинстве своём это были совсем юные девушки и подростки. Елену Душечкину, изучавшую базу данных, «ужаснули эти цифры»). Для сравнения: жертв политических репрессий с именем Елена в базе данных больше тысячи, — при том, что имя Елена не было редким в 1920-е — 1930-е годы.
Особую роль в дальнейшей судьбе имени сыграла дочь Сталина Светлана, родившаяся 28 февраля 1926 года, ставшая третьим ребёнком Сталина и вторым — в браке с Надеждой Аллилуевой. Известно, что в семье Сталина—Аллилуевой периодически возникали серьёзные размолвки между супругами. Вероятно, после одной из таких размолвок Надежда Аллилуева, будучи на последних месяцах беременности, покинула Москву и переехала к родителям в Ленинград, где и родила дочь. Как подчёркивала Елена Душечкина, есть все основания полагать, что Сталин не имел отношения к выбору имени дочери. Надежда Аллилуева вернулась в Москву с ребёнком, когда Светлане исполнилось три месяца.
После гибели жены (1932) Иосиф Сталин стал появляться с дочерью на трибунах во время демонстраций и парадов, проводившихся в честь главных советских праздников — 7 ноября и 1 мая. А 3 августа 1935 года в «Известиях» появилось фото с подписью «Товарищ Сталин с дочерью Светланой». Публикация сделала общеизвестным имя дочери «вождя народов», придав тем самым мощный толчок к его дальнейшему распространению.
В. А. Никонов и А. В. Суперанская обращали внимание на то, что в монархических обществах введение того или иного имени в именник правящей династии сказывалось на его судьбе, как правило, благотворно. Сходные обстоятельства наблюдались и с именем Светлана: со второй половины 1930-х годов начался резкий подъём частотности имени. Это было естественным развитием событий в ситуации расцвета «культа личности». В конце 1930-х годов в Москве на тысячу новорождённых девочек приходилось 22 с именем Светлана (то есть частотность составляла 22 ‰), но имя пока ещё было малоупотребимым за пределами столицы и крупных городов.

### Имя в советском искусстве 1930-х — 1960-х годов
Имя, находившееся «на подъёме», уже в новом качестве реального женского имени проникало в произведения литературы и искусства того времени, которые, в свою очередь становясь известными, способствовали росту дальнейшей популярности имени. Особняком среди литературных работ стоит стихотворение «Светлана» Сергея Михалкова, увидевшее свет в «Известиях» 29 июня 1935 года. Сам Михалков много позже пояснял, что появление имени Светлана в его стихах было связано с желанием завоевать расположение однокурсницы по Литинституту с этим именем. После публикации, по словам Михалкова, его совершенно неожиданно пригласили в ЦК партии, где сообщили, что товарищу Сталину стихи очень понравились. Позднее «Колыбельная Светланы» — переработанная версия стихотворения — печаталась многократно и получила широкую известность. В среде советской творческой интеллигенции произведение Михалкова расценивалось как откровенно карьеристское, которое гарантировало последующую благосклонность Сталина к поэту.
Аркадий Гайдар дал имя Светлана героине своей детской повести «Голубая чашка», маленькой очаровательной девочке; повесть вышла в начале 1936 года в журнале «Пионер». Оно появилось в повести не случайно: Гайдар позаимствовал его у одной из дочерей А. Я. Трофимовой, детской писательницы и поэтессы, с семьёй которой в начале 1930-х годов писатель дружил. Одно из самых лиричных произведений Аркадия Гайдара, «Голубая чашка» сразу же завоевала симпатии читателей, и прежде всего — детской аудитории, для которой и создавалась. Повесть вышла отдельной книжкой в том же году и многократно переиздавалась в авторских сборниках. Светлана в повести — озорная и непосредственная девчонка, но при этом не по-детски рассудительная и смелая; автор пишет о ней с особой теплотой.
Имя в советском искусстве 1930-х обретало совершенно новое звучание, разительно контрастировавшее как с образом робкой и покорной девушки из баллады Василия Жуковского, так и с дореволюционным псевдорусским пониманием имени. В романе Пантелеймона Романова «Светлана» (1934) имя становится символом строительства новой жизни и обретает для главного героя ценность даже большую, чем девушка — носительница этого имени. В «современном героическом балете» «Светлана» (1939) Д. Л. Клебанова девушка по имени Светлана успешно борется с иностранными диверсантами и шпионами, попутно выстраивая романтические отношения с вожаком комсомольцев Илько. Балет имел большой успех в годы сталинизма; после премьеры в Большом театре в 1939 году он ставился на театральных сценах города Горького (в 1940 и 1947 годах), Харькова (в 1941 и 1946 годах), во Львове (1948) и Вильнюсе (1951). Балерина Ольга Лепешинская, выступавшая на сцене Большого театра в партии Светланы, позднее с симпатиями вспоминала постановку: «Я танцевала себя, свой характер, свои волнения и радости, свои утро и день». Балет, который после смерти Сталина прочно забыли, стал для своего времени заметным явлением: это была удачная попытка воплощения в балете по-советски актуального, газетно-злободневного сюжета. Героиня Светлана при этом наделялась такими качествами, как решительность, самостоятельность, независимость.
В послевоенные годы галерея персонажей с именем Светлана только увеличивалась. В литературе для детей и подростков Светланы фигурируют в романе «Семнадцатилетние» Германа Матвеева (1954), повестях «Светлана» Нины Артюховой (1955) и «Школьная парта» Инны Раковской (1956), в цикле рассказов Сергея Баруздина «Большая Светлана», над которым писатель работал в 1950-е — 1960-е годы; и других. Особым свойством всех литературных Светлан в детско-подростковом жанре того времени являлось наличие у них исключительно положительных качеств — таких, как отзывчивость, открытость, ясность, внутреннее благородство, трудолюбие. Тем самым имя символизировало лучшие черты характера и служило своеобразным опознавательным маркером «хорошего» человека.
Имя обретало такое же символическое значение и в «большом» искусстве: например, в романе Михаила Бубеннова «Орлиная степь» о целинной эпопее (1959), поэме Сергея Смирнова «Светлана» (1963), в кинофильме Станислава Ростоцкого «На семи ветрах» (1962; роль Светланы Ивашовой сыграла Лариса Лужина; эта работа принесла актрисе широкую известность и признание). Светланы здесь — самоотверженные и верные, мужественные и самостоятельные. Они не боятся жизненных трудностей, они спокойны в своей целеустремлённости, они открыты миру и несут в этот мир внутренний свет своих безупречных душевных качеств.
В 1950-е годы имя использовалось и в лирической поэзии — в качестве возвышенного образа, обретавшего, например, созвучие со всей Россией (в стихотворении «Светлана» А. Прокофьева, 1956); или становившегося олицетворением весны в популярной песне начала 1960-х годов «Девятый класс» (слова Ю. Рыбчинского, музыка Б. Монастырского, её исполняла Нина Бродская).
Однако самым известным произведением 1960-х с именем Светлана стала «Колыбельная Светланы» из кинофильма Эльдара Рязанова «Гусарская баллада» (1962). Фильм снимался по «героической комедии» в стихах «Давным-давно», написанной в начале 1940-х годов Александром Гладковым. Во время Великой Отечественной войны композитор Тихон Хренников написал музыку к пьесе, таким образом спектакль стал музыкальным; постановки того времени встретили признание у публики и одобрение критики. Экранизация Рязанова открыла произведение для массовой киноаудитории. Фильм пользовался грандиозным успехом, в нём проявилось режиссёрское мастерство Э. Рязанова и блестящая сыгранность великолепного актёрского ансамбля (Юрий Яковлев, Игорь Ильинский, Николай Крючков; в главной роли Шурочки Азаровой — Лариса Голубкина; это её дебют в кино). В немалой степени успех фильма определялся беспроигрышными сюжетными ходами «комедии положений» и музыкальными номерами, ставшими после премьеры фильма шлягерами. Время действия фильма — Отечественная война 1812 года; узнав о начале войны, героиня решает отправиться в действующую армию, переодевшись в военную форму и представившись юношей. Трогательная сцена прощания Азаровой со своей прежней безмятежной жизнью в усадьбе сопровождается лирической песней, в которой героиня обращается к своей кукле:
Лунные поляны,

Ночь, как день, светла.

Спи, моя Светлана,

Спи, как я спала.
Показательно, что здесь имя Светлана не является именем реальным: это всего лишь имя куклы. То есть в некоторой степени воспроизводилась ситуация, существовавшая во время работы Жуковского над балладой «Светлана», когда имя ещё не могло быть реальным женским именем. Ещё одним связующим элементом фильма (и, соответственно, пьесы) с балладой Жуковского стало то, что поэт работал над «Светланой» как раз во время Отечественной войны 1812 года. (После выхода фильма распространилось заблуждение, будто «Колыбельная Светланы» и есть текст, написанный Жуковским.) Фильм стал советской киноклассикой, а песни из него, в том числе «Колыбельная Светланы», регулярно звучали и в постсоветском радио- и телеэфире. Для некоторых носительниц имени, родившихся в 1960-е — 1970-е годы, колыбельная стала глубоко личным воспоминанием, поскольку впервые её услышали от своих матерей, а некоторые Светланы получили своё имя под прямым влиянием песни.

### Массовое советское имя
Имя Светлана набирало массовость в 1940-е — 1950-е годы, то есть как раз в те годы, когда в советском искусстве и массовой культуре фиксировалось особенное к нему расположение. Например, по сведениям, собранным А. В. Суперанской и А. В. Сусловой по Ленинграду, в указанные два десятилетия частотность имени составляла 20 ‰ (против 4 ‰ в 1930-е годы). Данные А. Я. Шайкевича по Москве свидетельствуют, что в 1950-е годы имя было на 10-м месте по популярности в столице (с частотностью 26 ‰). Согласно статистике, которую собрал В. А. Никонов по нескольким регионам центральной России за 1961 год, имя Светлана было в то время преимущественно «городским» именем. В городах оно достигало очень высоких значений частотности, колеблясь от 36 ‰ в Тамбове и 37 ‰ в Курске до 96 ‰ в Костроме. На селе имя также фиксировалось достаточно часто, но только в некоторых областях доходило до значений, сопоставимых с городскими. Колебания частотности составляли от 15 ‰ (в сельских районах Курской области) до 54 ‰ (сельские районы Ярославской и Костромской областей).
В послевоенные годы имя Светлана обрело также интернациональный статус, войдя в именословы многих народов СССР; интерес к нему иногда достигал высоких показателей. Например, в Салаватском районе Башкирии у башкирских девочек, родившихся в 1968 году, имя заняло первое место по количеству наречений, опередив все традиционные башкирские женские имена. Среди казахских и киргизских новорождённых девочек в 1969 году частотность имени составляла, по оценкам В. А. Никонова, 3—4 ‰.
В 1960-е — 1970-е годы имя пережило пик массового увлечения им. Например, среди родившихся в эти годы в Ленинграде частотность составляла 88 ‰ (бо́льшие значения показывали только имена Елена, Ирина и Татьяна). В конце 1970-х (период 1978—1981 годы) в Москве имя было на 9-м месте среди наиболее используемых имён для наречения новорождённых, а его частотность составляла 47 ‰.
Но такая массовость не могла не сказаться на отношении к имени: по мере нарастания частотности оно утрачивало социальную специфичность; становясь «обыкновенным» — теряло изначально высокий семантический заряд. После смерти И. В. Сталина оно уже не ассоциировалось с именем дочери «вождя народов». Этот смысловой акцент, актуальный в 1930-е — 1940-е годы, довольно быстро забылся, а для молодых поколений хрущёвской оттепели и эпохи застоя и вовсе оказался неясным: в 1950-е — 1970-е годы имя Светлана воспринималось просто как хорошее женское имя. Одновременно нейтрализовывалась его «советскость», утрачивалась его новизна. В. А. Никонов обращал внимание на то, что в 1960-е годы перестала ощущаться разнородность между равно популярными в то время именами Светлана и Татьяна: то есть между именем новым и именем древним, с многовековыми традициями в русской культуре.
Постепенное «опрощение» имени иллюстрирует хронология возникновения производных форм имени. В 1930-е годы имя обычно использовалось в полной форме, даже в узком кругу близких людей; из диминутивов получили распространение формы Светланка, Светланочка. В конце 1930-х появилась краткая форма Света, а Светка, — диминутив с пренебрежительным, фамильярным оттенком — получил широкое хождение с конца 1950-х годов. В этом отношении примечателен анекдот тех лет. На вопрос: «почему русские женщины так плохо ходят на каблуках?» следовал ответ: «потому что у неё справа — сетка, слева — Светка, сзади — пьяный Иван, а впереди — семилетний план». Время рождения анекдота легко установить по упоминанию семилетки, то есть это конец 1950-х годов. Диминутив Светка в анекдоте — имя дочери, причём оно наделяется свойствами типического обозначения — то есть это некая девочка вообще. Имя Иван, которым назван пьяный муж измотанной жизнью женщины, в русской культуре традиционно занимало место обобщённого прозвания русского человека; и имя Светка — новое имя — в анекдоте оказалось с ним в одном ряду.

### Кризис имени
Кризис имени, связанный напрямую с его массовой распространённостью, стал ощущаться в период наибольшего общественного увлечения им. Светланы, родившиеся в 1930-е годы, в юности гордились редкостью своего имени, попутно отмечая, что в школе у них вообще не было тёзок. Светланы, появившиеся на свет в 1960-е — 1980-е годы, рассказывали о подспудном раздражении против собственного имени: слишком много было вокруг других носительниц имени. Чтобы как-то выделиться среди множества Свет и Светок, некоторые Светланы стали прибегать к новым кратким формам имени, звучавшим на фоне «испошленного» имени Светка более интеллигентно. Среди них заметной стала форма Лана, звучащая на «западный» манер и получившая хождение в 1980-е—1990-е годы. Показательно, что дочь Сталина Светлана Аллилуева после очередного замужества в начале 1970-х годов стала Ланой Питерс: взяв фамилию мужа, она именно таким образом трансформировала собственное имя. Менее известны формы Вета, Ветка и Ланя.
1980-е годы — время критического перелома в популярности имени. В Ленинграде частотность имени в это время составляла 27 ‰ и по сравнению с предыдущим десятилетием снизилась более чем в три раза. В Калининграде, например, в 1960-е годы имя входило в пятёрку самых «модных» имён, а в 1994 году не регистрировалось ни единого случая наречения этим именем. Если в 1930-е годы имя — высокого статуса, им называли дочерей советской элиты, то в 1980-е имя не только теряло частотность, но и становилось «непрестижным»; менялась его социальная ниша. Елена Душечкина писала:
Как это обычно происходит с модными именами, пережив успех в крупных городах, в культурных слоях общества, Светлана начинает перемещаться на географическую и культурную периферию, в менее образованные круги: из центра — на окраину, из больших городов, как это было поначалу, — в провинцию, отчего вскоре приобретает статус имени с «простонародным привкусом».
Падение популярности имени сопровождалось переоценкой его места в культуре. В советском кино 1980-х годов обнаруживается галерея мелких, третьестепенных, эпизодических персонажей-Светок. В широко известном цикле анекдотов про Вовочку (который как раз начал складываться в 1980-е годы) время от времени фигурирует «Светка из 7-го Б», подружка Вовочки: она является олицетворением легкодоступности. В литературе 1980-х — 1990-х годов имя Светлана (как правило, в формах Света или Светка) нередко носят социально сниженные персонажи: фарцовщицы и ресторанные певички, шлюхи и проститутки. Некоторые из них обрисованы с иронией или антипатией. Некоторые — как, например, дочь проститутки и жертва сексуального насилия из автобиографической повести Эдуарда Лимонова «Подросток Савенко» (1983) — вызывают жалость и сострадание. Краткая форма Света встречалась среди «рабочих имён» реальных проституток. А расхожая рифмованная присказка «Светка-конфетка», известная с начала 1970-х годов, стала пониматься не только как невинная шутка, но и как непристойный намёк.
Как уже говорилось ранее, перемены в именнике происходят регулярно; одни имена становятся частыми, другие вдруг теряют былую привлекательность. В 1980-е годы как раз происходила очередная смена общественных предпочтений в именовании. Многие женские имена, являвшиеся, как и Светлана, лидерами в 1960-е годы (Елена, Наталья, Ольга, Ирина) утрачивали свои позиции. Но у них, в отличие от имени Светлана, имелась историческая «подпитка» в виде устойчивой традиции именования, которая поддерживала их в период снижения массового интереса к ним. А имя Светлана, недостаточно укоренившееся исторически, пережило резкое падение популярности. На смену именам—лидерам 1960-х приходили женские имена с богатым историко-культурным «багажом», — такие, как Дарья, Анастасия, Мария. Анализируя обстоятельства «странной метаморфозы», случившейся с именем, Елена Душечкина предполагала:
Причиной почти катастрофического падения престижности имени (наряду с широчайшей его распространённостью) могла стать искусственность его происхождения, что порождало отношение к нему как к имени придуманному, а потому — «ненастоящему». Та самая «литературность», которая на первых порах ощущалась как поэтичность, возвышенность, начала восприниматься как претенциозность и безвкусица.
Однако имя, в 1990-е и 2000-е годы утратив популярность в деле именования новорождённых, из человеческого именослова переместилось в другие сферы русской ономастики, парадоксальным образом обретя при этом высокую деловую репутацию. По наблюдениям Елены Душечкиной, Светлана заметно чаще других женских имён используется для именования ресторанов, кафе, парикмахерских, салонов красоты, магазинов и других предприятий малого бизнеса, особенно в сфере обслуживания. Душечкина полагала, что количества носительниц этого имени среди предпринимателей и родственников владельцев таких предприятий недостаточно для объяснения этого факта, и что важным стимулом к называнию предприятий именем Светлана является его изначальная, ясная и безусловно положительная семантика, соотнесённость с понятиями «свет», «светлый». То есть, несмотря на то, что имя оказалось отчасти скомпрометированным чрезмерным увлечением им в 1960-е — 1970-е годы, оно в массовом сознании ещё не утратило симпатий, пусть и выражающихся косвенным образом. В связи с этим Душечкина высказывала надежду на возвращение уникального русского женского имени в разряд активно используемых. Наблюдения за подвижками в русской культуре 2000-х показывают, что эти надежды имеют под собой реальную почву. Например, имя Светлана (и его краткая форма Света) применяется в рекламных роликах в позитивном контексте. Таким же образом оно задействовано в фильмах, ставших популярными. В частности, в блокбастере «Ночной дозор» (2004) и его продолжении «Дневной дозор» (2007), снятых по популярным произведениям С. Лукьяненко, действует «светлая волшебница» по имени Светлана (эту роль исполнила Мария Порошина).

## Производные имени и родственные имена
Словообразование кратких и уменьшительно-ласкательных форм имени показано в нижеследующей таблице:
| Образование производных форм на примере имени Светлана | Образование производных форм на примере имени Светлана                                                                                                 | Образование производных форм на примере имени Светлана            | Образование производных форм на примере имени Светлана | Образование производных форм на примере имени Светлана |  |
| Исходная форма                                         | I ступень | II ступень                                                        | III ступень                                            | IV ступень                                             |  |
| ------------------------------------------------------ | --- | ----------------------------------------------------------------- | ------------------------------------------------------ | ------------------------------------------------------ |  |
| Светлан\|а →                                           | ↓Светлан\|к\|а → | Светланоч\|к\|а1                                                  |                                                        |                                                        |  |
|                                                        | ↓Светлан\|оньк\|а ↓Светлан\|очк\|а2 Светлан\|ушк\|а |                                                                   |                                                        |                                                        |  |
| Светл(ан\|а) →                                         | Светл\|як → | Светляч\|ок                                                       |                                                        |                                                        |  |
| Свет(лан\|а) →                                         | ↓Свет\|а → | ↓Свет\|к\|а1 →                                                    | ↓Светоч\|к\|а1 Светч\|ик1                              |                                                        |  |
|                                                        | | ↓Свет\|ул\|я1 →                                                   | ↓Светуль\|к\|а →                                       | Светулеч\|к\|а1                                        |  |
|                                                        | |                                                                   | ↓Светул\|еньк\|а ↓Светул\|ечк\|а2 Светул\|ик           |                                                        |  |
|                                                        | | ↓Свет\|ун\|я1 →                                                   | ↓Светунь\|к\|а →                                       | ↓Светунеч\|к\|а1 Светунч\|ик1                          |  |
|                                                        | |                                                                   | ↓Светун\|ечк\|а2 Светун\|чик2                          |                                                        |  |
|                                                        | | ↓Свет\|ус\|я1 →                                                   | ↓Светусь\|к\|а →                                       | Светусеч\|к\|а1                                        |  |
|                                                        | |                                                                   | ↓Светус\|еньк\|а ↓Светус\|ечк\|а2 Светус\|ик           |                                                        |  |
|                                                        | | ↓Свет\|ух\|а1 →                                                   | ↓Свету́ш\|к\|а1 →                                       | Светушеч\|к\|а1                                        |  |
|                                                        | |                                                                   | ↓Светуш\|еньк\|а1 Светуш\|ечк\|а2                      |                                                        |  |
|                                                        | | Свет\|уш\|а1 →                                                    | ↓Светуш\|еньк\|а2 ↓Светуш\|ечк\|а3 Свету́ш\|ка2         |                                                        |  |
|                                                        | ↓Свет\|еньк\|а2 ↓Свет\|ик2 ↓Свет\|к\|а2 ↓Свет\|очк\|а3 ↓Свет\|ул\|я2 ↓Свет\|ун\|я2 ↓Свет\|ус\|я2 ↓Свет\|ух\|а2 ↓Свет\|уш\|а2 ↓Све́т\|ушк\|а2 Свет\|чик3 |                                                                   |                                                        |                                                        |  |
| (С)вет(лан\|а) →                                       | ↓Вет\|а → | ↓Вет\|к\|а1 →                                                     | Веточ\|к\|а1                                           |                                                        |  |
|                                                        | | ↓Вет\|оньк\|а1 ↓Вет\|очк\|а2 Вет\|ушк\|а1                         |                                                        |                                                        |  |
|                                                        | ↓Вет\|к\|а2 ↓Вет\|оньк\|а2 ↓Вет\|очк\|а3 Вет\|ушк\|а2                                                                                                  |                                                                   |                                                        |                                                        |  |
| (Свет)лан\|а →                                         | ↓Лан\|а → | ↓Лан\|к\|а1 →                                                     | Ланоч\|к\|а1                                           |                                                        |  |
|                                                        | | ↓Лань\|к\|а1 →                                                    | Ланеч\|к\|а1                                           |                                                        |  |
|                                                        | | ↓Лан\|ечк\|а2 ↓Лан\|очк\|а2 Лан\|ушк\|а1                          |                                                        |                                                        |  |
|                                                        | ↓Лан\|я → | ↓Лан\|ечк\|а3 ↓Лан\|к\|а2 ↓Лан\|очк\|а3 ↓Лан\|ушк\|а2 Лань\|к\|а2 |                                                        |                                                        |  |
|                                                        | ↓Лан\|ечк\|а4 ↓Лан\|к\|а3 ↓Лан\|очк\|а4 ↓Лан\|ушк\|а3 Лань\|к\|а3                                                                                      |                                                                   |                                                        |                                                        |  |

К имени Светлана в 1920-е годы родилось и парное мужское имя — Светлан, но заметного распространения оно не получило. Известно также близкородственное мужское имя — Свет (так назвал своего сына поэт Демьян Бедный); и это имя осталось редким. В те же годы увлечения новыми именами появилось несколько имён, восходящие к слову «свет»: Светослав и Светослава, Светломир и Светломира, Светозар и Светозара и другие.
В западно- и южнославянских языках фиксировались имена, образованные от основы [свет]: это чешское Светка, моравское Свет (и диминутивы Светик, Светек), а также Светла, Светил, Светлуша и другие.
Православный именослов традиционно содержит несколько имён, семантически близких к имени Светлана. Помимо отмечавшихся выше имён Фотина и Фотиния, это Фаина (от др.-греч. φαεινή — «сияющая, блестящая»), Лукия (от лат. lux — «свет»), Евлампия (др.-греч. λάμπω — «свечу, сияю»), Аглаида (от др.-греч. ἀγλαΐα — «блеск, свет»), а также Елена (по одной из версий, восходящее к др.-греч. ἑλένη — «факел»).
У Светланы имеются имена-аналоги в западноевропейских языках с этимологией, восходящей к понятиям «светлая, сияющая, ясная, лучезарная, чистая». Таковы, например, итал. Lucia (Лючия), фр. Lucie (Люси; ср. Лукия); англ. Clare, нем. Klara, итал. Clara и Chiara, фр. Claire (Клэр, Клара, Кьяра, Клер).

## Именины
Имя долгое время не признавалось Русской православной церковью. Однако в 1943 году Священный Синод установил тождественность имени Светлана именам двух святых:
- преподобной Фотинии (Фотины) Палестинской — память 13 (26) февраля[45];
- мученицы Фотины Самаряныни — память 20 марта (2 апреля)[46].

Таким образом, после официального признания церковью, Светланы получили возможность праздновать именины.

### Сноски
1. ↑  Под новыми календарными именами понимаются имена, появившиеся в употреблении после Октябрьской революции. В период с 1924 по 1930 год массовыми тиражами издавались календари (по образцу дореволюционных), в которых публиковались имена, рекомендованные для именования новорождённых. Однако в отличие от прежних традиций, имена в новых календарях не были привязаны к дням поминовения того или иного святого. Более того, в послереволюционных календарях появлялось множество новых имён, до революции не использовавшихся в русской культуре для именования людей: заимствованные из западноевропейских языков, имена-неологизмы и так далее.
2. ↑  Полный текст баллады в Викитеке: «Светлана»
3. ↑  В феврале 1967 года по названию предприятия бывшая Ананьевская улица была переименована в Светлановский проспект (Горбачевич К. С., Хабло Е. П. Почему так названы?: О происхождении названий улиц, площадей, островов, рек и мостов в Ленинграде. — Л.: Лениздат, 1967. — С. 309—310. — 470 с.)
4. ↑  В других областных центрах эти цифры составляли: 59 ‰ в Калуге, 70 ‰ в Пензе, 73 ‰ во Владимире, 74 ‰ в Ульяновске. В других сельских районах — 18 ‰ (Тамбовская и Пензенская область), 23 ‰ (Куйбышевская область), 25 ‰ (Тульская область), 29 ‰ (Владимирская область), 31 ‰ (Ульяновская область), 35 ‰ (Калужская область).
5. ↑  В таблице словообразовательные цепочки показаны символом (→); словообразовательные парадигмы символом (↓); последнее (по алфавитному порядку задействованных суффиксов) производное в парадигме подчёркнуто. Усекаемые элементы производящих слов взяты в скобки (). Чередование фонем выделено курсивом в производных формах, образованных чередованием. Множественность словообразовательной структуры производного отмечается цифрами: то есть цифрами (1,2 и т. д.) отмечено производное, которое может быть получено несколькими способами словообразования.

### Использованная литература
1. 1 2  Петровский Н. А. Светлана. Словарь русских личных имён. gramota.ru. Дата обращения: 2 июля 2011. Архивировано 23 октября 2021 года.
2. 1 2 3 4  Душечкина Е. В. От автора // Светлана. Культурная история имени. — СПб.: Европейский университет в Санкт-Петербурге, 2007. — С. 7—12. — ISBN 978-5-94380-059-7.
3. ↑  Суперанская А. В. А что было раньше? // Имя — через века и страны. — 3-е. — М.: КомКнига, 2010. — С. 51—60. — ISBN 978-5-484-01128-5.
4. ↑  Щетинин Л. М. Русские имена (Очерки по донской антропонимике). — Ростов-на-Дону, 1975.
5. 1 2 3 4 5 6  Никонов В. А. Личные имена у русских сегодня // Имя и общество. — М.: Наука, 1974. — С. 66—85.
6. 1 2  Суперанская А. В. Словарь русских личных имён. — М.: Эксмо, 2006. — С. 432. — (Библиотека словарей). — ISBN 5-699-10971-4.
7. 1 2 3 4  Душечкина Е. В. «Певец Светланы» // Светлана. Культурная история имени. — С. 12—17.
8. 1 2  Душечкина Е. В. «Пришли нам свою балладу» // Светлана. Культурная история имени. — С. 17—20.
9. 1 2 3 4 5  Душечкина Е. В. «Раз в крещенский вечерок…» // Светлана. Культурная история имени. — С. 20—25.
10. 1 2  Душечкина Е. В. «Молчалива и грустна милая Светлана» // Светлана. Культурная история имени. — С. 34—38.
11. ↑  Душечкина Е. В. «Светлана добрая твоя»: А.А. Протасова (Воейкова) // Светлана. Культурная история имени. — С. 38—49.
12. ↑  Душечкина Е. В. «Душа задумчивой светланы» // Светлана. Культурная история имени. — С. 25—29.
13. ↑  Душечкина Е. В. «При мысли о Светлане» // Светлана. Культурная история имени. — С. 29—34.
14. 1 2 3 4 5 6  Душечкина Е. В. «Подойди ко мне, Светлана» // Светлана. Культурная история имени. — С. 49—60.
15. 1 2 3 4 5  Душечкина Е. В. «Красивое женское имя» // Светлана. Культурная история имени. — С. 60—68.
16. 1 2 3 4  Суперанская А. В., Суслова, А. В. Так было — так стало // О русских именах. — 5-е изд., перераб. — СПб.: Авалонъ, 2008. — С. 49—85. — ISBN 978-5-90365-04-0.
17. 1 2 3 4  Суперанская А. В., Суслова, А. В. Статистика имён // О русских именах. — С. 86—107.
18. ↑  Кторова Алла. Курьёзы имён и фамилий в разных странах мира // «Минувшее…» Язык. Слово. Имя. — М.: Минувшее, 2007. — С. 148—169. — ISBN 978-5-902073-54-3.
19. ↑  Никонов В. А. Выбор имени // . — М.: Наука, 1974. — С. 142—154.
20. 1 2 3 4 5 6  Душечкина Е. В. «Может ли быть наречено имя Светлана?» // Светлана. Культурная история имени. — С. 68—76.
21. ↑  Кторова Алла. Мода на имена — пик орвелловской стадности // «Минувшее…» Язык. Слово. Имя. — С. 170—189.
22. 1 2  Суперанская А. В., Суслова А. В. Новые имена // О русских именах. — С. 157—176.
23. 1 2 3 4 5 6 7  Душечкина Е. В. Антропонимический взрыв и его последствия // Светлана. Культурная история имени. — С. 76—80.
24. 1 2 3  Душечкина Е. В. «Мы Светланой тебя назовём…» // Светлана. Культурная история имени. — С. 110—122.
25. 1 2  Никонов В. А. Личное имя — социальный знак // . — М.: Наука, 1974. — С. 12—27.
26. ↑  Шайкевич А. Я. Социальная окраска имени и его популярность // Поэтика. Стилистика. Язык и культура. Памяти Т. Г. Винокур. — М.: Наука, 1998.
27. 1 2 3 4 5  Душечкина Е. В. Дочери первого поколения советской элиты // Светлана. Культурная история имени. — С. 80—88.
28. 1 2 3 4  Душечкина Е. В. Имя дочери «вождя всех народов» // Светлана. Культурная история имени. — С. 88—98.
29. ↑  Суперанская А. В. Простые русские имена // Имя — через века и страны. — С. 40—50.
30. ↑  Душечкина Е. В. Светланка из «Голубой чашки» Аркадия Гайдара // Светлана. Культурная история имени. — С. 98—104.
31. ↑  Душечкина Е. В. Магия имени: роман Пантелеймона Романова «Светлана» // Светлана. Культурная история имени. — С. 104—106.
32. ↑  Душечкина Е. В. Балет «Светлана» в 3-х действиях и 4-х картинах // Светлана. Культурная история имени. — С. 106—110.
33. ↑  Душечкина Е. В. Девушки великого долга // Светлана. Культурная история имени. — С. 122—131.
34. 1 2  Душечкина Е. В. «Я найду тебя, Светлана!» // Светлана. Культурная история имени. — С. 131—144.
35. 1 2  Душечкина Е. В. «Розовые розы Светке Соколовой» // Светлана. Культурная история имени. — С. 144—148.
36. ↑  Шайкевич А. Я. Русские личные имена XX века (по материалам загса Фрунзенского района г. Москвы) // Личные имена в прошлом, настоящем и будущем. — М., 1970.
37. ↑  Никонов В. А. Личные имена у тюркоязычных народов // Имя и общество. — С. 85—130.
38. 1 2 3 4 5 6 7 8  Душечкина Е. В. «Светланой нет смысла называть» // Светлана. Культурная история имени. — С. 153—170.
39. ↑  Никонов В. А. Ищем имя. — М.: Советская Россия, 1988. — ISBN 5-268-00401-8.
40. ↑  Душечкина Е. В. «Её всегда почему-то звали Светкой» // Светлана. Культурная история имени. — С. 170—183.
41. ↑  Душечкина Е. В. «Svetlana Agency: Beautiful Ladies» и др. // Светлана. Культурная история имени. — С. 183—190.
42. 1 2 3  Душечкина Е. В. «Неспроста я тебя назвала этим именем светлым — Светлана» // Светлана. Культурная история имени. — С. 196—203.
43. ↑  Тихонов А. Н., Бояринова Л. З., Рыжкова А. Г. Светлана // Словарь русских личных имён. — М.: Школа-Пресс, 1995. — ISBN 5-88527-108-9.
44. ↑  Суперанская А. В. Современный словарь личных имён. Сравнение. Происхождение. Написание. — М.: Айрис-пресс, 2005. — (От А до Я). — ISBN 5-8112-1399-9.
45. ↑  Преподобная Фотиния (Светлана) Палестинская. Православный календарь. Православие.ру. Дата обращения: 4 июля 2011. Архивировано 14 июня 2011 года.
46. ↑  Мученица Фотина (Светлана) Самаряныня, Римская. Православный календарь. Православие.ру. Дата обращения: 4 июля 2011. Архивировано 25 августа 2011 года.